# Monica Iozzi
Monica Iozzi de Castro (Ribeirão Preto, 2 de novembro de 1981) é uma atriz e apresentadora brasileira.
Ganhou destaque como repórter do programa CQC, da Band.

## Carreira
Formou-se em Artes Cênicas pela Unicamp em 2005 e integrou o Núcleo Experimental do SESI. Começou a carreira como atriz na companhia teatral Os Satyros.
Em 2009 venceu o concurso para se tornar repórter do CQC, da Rede Bandeirantes, disputando com outras 5 mil participantes. Em janeiro de 2014, anunciando desejar retornar à carreira de atriz, optou por deixar o CQC, após um período de mais de quatro anos no time da atração.
A atriz assinou contrato com a Rede Globo em 2014. Monica estreou como comentarista no Big Brother Brasil 14, apresentando um quadro que era exibido às terças-feiras no programa. Sua primeira aparição no BBB foi no dia 21 de janeiro de 2014.
No começo de fevereiro, Monica foi confirmada pela Globo como comentarista da cerimônia do Oscar 2014, junto com a atriz e apresentadora Fernanda Lima. No mesmo ano, entrou para o elenco da telenovela Alto Astral, interpretando Scarlett/Ritinha. A personagem fez sua primeira aparição em janeiro de 2015.
Em 6 de abril de 2015, estreou como apresentadora do programa Vídeo Show, formando dupla com Otaviano Costa. O último programa com Iozzi na bancada foi no dia 12 de fevereiro de 2016. A apresentadora saiu do programa para que pudesse se dedicar à profissão de atriz.
Em abril de 2017, a atriz protagonizou a série Vade Retro, da Rede Globo, ao lado de Tony Ramos.
Em 2019, a atriz interpretou a excêntrica Kim Ventura, uma empresária de influenciadores digitais em A Dona do Pedaço.

## Vida pessoal
Em 2019, começou a namorar o administrador Gabriel Moura. Em março de 2021, o casal rompeu a relação, mas reatou logo em seguida.
Foi condenada a pagar R$ 30.000 ao ministro do Supremo Tribunal Federal (STF) Gilmar Mendes por tê-lo criticado no twitter após este conceder o habeas corpus para o médico Roger Abdelmassih, condenado a 278 anos de prisão pelo estupro de 37 pacientes.

## Filmografia

### Televisão
| Ano     | Título                      | Personagem / Cargo                               | Nota                                                                      |
| ------- | --------------------------- | ------------------------------------------------ | ------------------------------------------------------------------------- |
| 2009–13 | CQC: Custe o Que Custar     | Repórter                                         |                                                                           |
| 2014    | Big Brother Brasil          | Repórter                                         | Temporada 14                                                              |
| 2014    | Oscar 2014                  | Comentarista                                     |                                                                           |
| 2014    | Alto Astral                 | Scarlett Máximo / Aparecida dos Santos (Cidinha) |                                                                           |
| 2015–16 | Vídeo Show                  | Apresentadora                                    |                                                                           |
| 2015    | Babilônia                   | Amiga de Susana                                  | Episódio: "2 de junho"                                                    |
| 2015    | Tomara que Caia             | Natasha                                          | Episódio: "A Mala que vem Para o Bem" Episódio: "Um Sogro do Outro Mundo" |
| 2015    | Caldeirão de Ouro           | Apresentadora                                    | Especial de fim de ano                                                    |
| 2016–18 | Tá no Ar: a TV na TV        | Ela mesma                                        | Episódio: "23 de fevereiro de 2016" Episódio: "17 de abril de 2018"       |
| 2017    | Vade Retro                  | Celeste Vasconcelos                              |                                                                           |
| 2017    | Palavras em Série           | Tati Bernardi                                    | Episódio: "9 de dezembro"                                                 |
| 2018    | Papo de Segunda: Verão      | Apresentadora                                    |                                                                           |
| 2018    | Assédio                     | Carmen                                           | Episódio: "O Julgamento"                                                  |
| 2019    | Carcereiros                 | Daniela                                          | Episódio: "Cartas Não Mentem"                                             |
| 2019    | A Dona do Pedaço            | Kim Ventura / Cleonice da Silva                  |                                                                           |
| 2021    | Crónica dos Bons Malandros  | Japonesa                                         |                                                                           |
| 2022    | Fale Mais Sobre Isso, Iozzi | Apresentadora                                    |                                                                           |
| 2023    | Novela                      | Isabel                                           |                                                                           |
| 2024    | Turma da Mônica - Origens   | Luisa Moreira de Sousa                           |                                                                           |
| 2025    | Vídeo Show                  | Apresentadora                                    | Especial 60 anos da TV Globo                                              |

### Cinema
| Ano  | Título                  | Personagem                     | Nota           |
| ---- | ----------------------- | ------------------------------ | -------------- |
| 2008 | Dente de Leão           | Namorada                       | Curta-metragem |
| 2013 | Real Utopia             | Bruna                          | Curta-metragem |
| 2015 | Superpai                | Mariana                        |                |
| 2016 | Zootopia                | Judy Hopps                     | Dublagem       |
| 2017 | A Comédia Divina        | Raquel                         |                |
| 2018 | Mulheres Alteradas      | Sônia                          |                |
| 2019 | Turma da Mônica: Laços  | Luisa Moreira de Sousa         |                |
| 2021 | Turma da Mônica: Lições | Luisa Moreira de Sousa         |                |
| 2022 | Mar de Dentro           | Manuela (Manu)                 |                |
| 2024 | Arca de Noé             | Hiena Fêmea / Galinha d'Angola | Voz original   |

### Internet
| Ano  | Título      | Personagem     | Nota                                         |
| ---- | ----------- | -------------- | -------------------------------------------- |
| 2020 | Sofia       | Helena Pereira | Áudio-série Original Spotify                 |
| 2022 | Bunga Bunga | Narrador (a)   | Dublagem da versão original italiana Wondery |

## Teatro
| Ano  | Título                |
| ---- | --------------------- |
| 2006 | Please Send Junk Food |
| 2006 | Intersecções          |

## Prêmios e indicações
| Ano  | Prêmio                             | Categoria                                            | Indicação               | Resultado |
| ---- | ---------------------------------- | ---------------------------------------------------- | ----------------------- | --------- |
| 2013 | Prêmio Jovem Brasileiro            | Melhor Repórter                                      | Custe o Que Custar      | Venceu    |
| 2015 | Prêmio Contigo! de TV              | Revelação da TV                                      | Alto Astral             | Indicada  |
| 2015 | Prêmio Extra de Televisão          | Melhor Apresentador                                  | Video Show              | Venceu    |
| 2015 | Troféu APCA                        | Melhor Apresentador(a)                               | Video Show              | Venceu    |
| 2015 | Prêmio Quem de Televisão           | Melhor Apresentador(a)                               | Video Show              | Indicada  |
| 2015 | Prêmio F5                          | Apresentador(a) Ao Ano                               | Video Show              | Indicada  |
| 2015 | Troféu UOL TV e Famosos            | Melhor Apresentadora de TV                           | Video Show              | Indicada  |
| 2016 | Troféu Internet                    | Melhor Animadora ou Apresentadora de Auditório de TV | Video Show              | Indicada  |
| 2016 | Prêmio Jovem Brasileiro            | Melhor Apresentadora Eleita Pelos Jovens             | Video Show              | Indicada  |
| 2017 | Prêmio F5                          | Melhor Atriz de Série                                | Vade Retro              | Indicado  |
| 2019 | Prêmio Arcanjo de Cultura          | Streaming TV                                         | A Dona do Pedaço        | Indicada  |
| 2019 | Prêmio Área VIP                    | Personagem do Ano                                    | A Dona do Pedaço        | Indicada  |
| 2020 | Grande Prêmio Brasileiro de Cinema | Melhor Atriz Coadjuvante                             | Turma da Mônica: Laços  | Indicada  |
| 2022 | Festival Sesc Melhores Filmes      | Melhor Atriz Nacional                                | Turma da Mônica: Lições | Indicada  |
| 2023 | Festival Sesc Melhores Filmes      | Melhor Atriz Nacional                                | Mar de Dentro           | Pendente  |